# Шатка, Любомир
Любомир Шатка (словац. Ľubomír Šatka; род. 2 декабря 1995, Илава, Поважска-Бистрица) — словацкий футболист, защитник клуба «Самсунспор» и сборной Словакии. Участник чемпионата Европы 2020.

## Клубная карьера
Шатка — воспитанник клуба «Дубница». В 2012 году он подписал контракт с английским «Ньюкасл Юнайтед». Для получения игровой практики Любомир начал выступать за дублирующий состав. 3 января 2015 года в матче Кубка Англии против «Лестер Сити» он дебютировал за основной состав. В начале 2016 года Шатка был отдан в аренду в «Йорк Сити». 6 февраля в матче против «Нортгемптон Таун» он дебютировал во Второй лиге Англии. В начале 2017 года Шатка был арендован клубом ДАК 1904. 19 марта в матче против «Спартак Трнава» он дебютировал в чемпионате Словакии. По итогам сезона Шатка подписал полноценный контракт с клубом. 10 марта 2018 года в поединке против «Ружомберок» Любомир забил свой первый гол за ДАК 1904.
Летом 2019 года Шатка перешёл в польский «Лех», подписав контракт на 4 года. 17 августа в матче против «Арка» он дебютировал в польской Экстраклассе. В том же году в поединке против «Арка» Любомир забил свой первый гол за «Лех».
Летом 2023 года Шатка перешёл в турецкий «Самсунспор». 27 августа в матче против «Кайсериспора» он дебютировал в турецкой Суперлиге. 

## Международная карьера
В 2017 году в составе молодёжной сборной Словакии Шатка принял участие в молодёжном чемпионата Европы в Польше. На турнире он сыграл в матче против команды Швеции. В этом же поединке он отметился забитым мячом.
25 марта 2018 года в Кубке Короля против сборной Таиланда Шатка дебютировал за сборную Словакии.
В 2021 году Шатка принял участие в чемпионате Европы 2020. На турнире он принял участие в матчах против команд Польши, Швеции и Испании.
19 ноября 2023 года в отборочном матче Чемпионата Европы 2024 против сборной Боснии и Герцеговины Шатка забил свой первый гол за национальную команду.

### Голы за сборную Словакии
| #  | Дата           | Место                                     | Противник            | Счёт | Результат | Соревнование                       |
| -- | -------------- | ----------------------------------------- | -------------------- | ---- | --------- | ---------------------------------- |
| 1. | 19 ноября 2023 | Билино Поле, Зеница, Босния и Герцеговина | Босния и Герцеговина | 1:2  | 1:2       | Чемпионат Европы 2024 квалификация |